# 布莱区
布莱区（法語：arrondissement de Blaye）是法国吉伦特省所辖的一个区。总面积782平方公里，总人口90945，人口密度116人/平方公里（2017年）。主要城镇为布莱。

## 辖区
布莱区辖有62个市镇。